# 경희사이버대학교
경희사이버대학교(慶熙사이버大學校, Kyung Hee Cyber University)는 서울특별시 동대문구 회기동에 위치한 4년제 정규 사립 사이버 대학교로 대한민국에서 최초로 만들어진 사이버대학이다.
경희사이버대학교는 같은 재단의 자매대학인 경희대학교와 대학 캠퍼스 및 동문회관(종로구 율곡로) 등을 함께 공유하고 있으며, 후마니타스(Humanitas)와 같은 교육 프로그램은 물론 동일한 대학교훈과 교육목표를 가지고 있다. 설립 이후, 20년 가까이 경희사이버대의 총장직도 경희대 총장이 겸임했을 정도로 경희대학교와 상당히 밀접한 관계를 맺고 있는 것이 특징이다. 경희사이버대 재학생들은 경희대의 오프라인 강의를 수강하며 정규 학점을 취득할 수 있으며, 경희대 재학생들도 경희사이버대의 온라인 강의를 수강하며 정규 학점을 쌓을 수 있도록 제도화되어 있어, 연간 1만여명의 학생들이 학점 교류를 신청하고 있다. 경희사이버대 졸업생들은 경희대 졸업생 및 경희대 글로벌미래교육원(사회교육원)의 정규 학사과정 졸업생들과 마찬가지로 같은 경희 동문 혜택을 받고 있으며, 졸업 후 경희대학교 대학원 진학 시에 경희 동문 장학 혜택은 물론 경희의료원, 한방제품몰, 암전문병원, 장례식장, 사회교육원, 평생교육원 등의 이용 시에도 다양한 동문 할인 혜택을 적용 받고 있다. (재학이나 휴학 중 '경희사이버대 국제학생증'을 발급받는 경우, 더욱 많은 혜택을 받을 수 있다.)
학교법인 경희학원은 재단 산하에 있는 경희대학교 및 경희사이버대학교 그리고 경희대 글로벌미래교육원의 정규 학사과정 재학생과 졸업생들을 경희가족 보관됨 2020-02-20 - 웨이백 머신이라는 이름 아래, 하나로 묶는 독특한 학풍이 있으며, 일례로 경희대 글로벌미래교육원의 항공과(사회교육원 학사과정)에 재학 중인 학생이 경희대학교 방송국이나 응원단 등 중앙 동아리에 가입해 경희대생들과 함께 동아리 활동을 하거나, 경희사이버대 졸업생들이 '경희대학교 동문소사이어티 오케스트라'에 가입해 경희대 졸업생들과 함께 연주 및 공연 활동을 하는 것은 다른 대학에서는 좀처럼 볼 수 없는 경희학원만의 융합적이고 개방적인 분위기라고 할 수 있다.
2017년 경희사이버대학교의 총동문회 사무실은 경희대학교의 총동문회 사무실이 입주해 있던 서울시 종로구 율곡로의 경희대학교 동문회관 건물로 이전했으며, 향후 양 동문회에서 진행하는 모든 행사를 공유하고 기획 단계부터 함께 해 각 동문회 활동을 더욱 효과적이고 효율적으로 진행할 계획임을 발표하며, 양 동문회의 협력과 공조를 한층 더 강화하기로 했다. 또 2018년에는 경희사이버대학교와 경희대학교가 경희사이버대 김혜영 부총장, 경희대 서울캠퍼스 이호창 부총장, 경희대 국제캠퍼스 강곤 부총장이 참석한 가운데, 경희대 서울캠퍼스에서 미래 온·오프라인 융합 교육을 위한 양교 연계 협력 협약을 체결했다. 양 대학은 이미 경희사이버대학교가 개교한 2001년부터 학생들의 학점교류, 캠퍼스 및 시설 공유 등을 함께 해왔으나, 최근 대학 교육의 세계적 트렌드가 온·오프라인 융합 교육으로 대표됨에 따라 양 대학은 이번 협약을 계기로 교육과 연구, 학생 지원 분야는 물론 교수 및 직원의 교류를 포함하는 행정 분야까지 협력을 추진하겠다는 계획을 밝혔다. 앞으로 양 대학은 교육·연구 등 학술교류, 학점 및 실습 등 학생 교육지원, 콘텐츠·설비·시설 등 인프라 전반, 교수 및 직원 교류, 문화 프로그램 공동 개최, 기타 양교 발전을 위한 각종 교류·협력 분야 등 6개 중점 분야를 중심으로 협력을 추진할 예정이다.
경희사이버대학교는 매학기 방학 기간을 이용한 재학생 해외탐방 프로그램 운영, 자체 교육용 컴퓨터 시스템을 통한 양방향 인터넷 화상 강의, 교수와 학생 사이의 일대일 커뮤니케이션, 입학 후 전공을 변경할 수 있는 전과 제도 및 복수전공, 부전공제도 시행, 경희대학교와의 학점 교류, 그리고 주말 시간을 이용한 오프라인 특강, 스터디그룹, 학술제, 동아리, 세미나, 문학제, 북콘서트 등 다양한 오프라인 활동을 통해 교육의 다양성 확보 및 온라인 교육을 보완하기 위한 여러 가지 정책들을 활발하게 시행하고 있다. 특히 경희사이버대(경사대)는 그동안 경희대에서 높은 학문적 명성과 교육 노하우를 쌓아온 분야들을 온라인 학사학위 과정으로 정교하게 이식해 경희대와 학문적으로도 밀접한 연계를 맺고 있다.
일례로 경희사이버대의 실용음악학과(경사대)-포스트모던음악학과(경희대)-아트퓨전디자인대학원(경희대), 한방건강관리학과(경사대)-한의학과(경희대)-동서의학대학원(경희대), 보건의료관리학과(경사대)-공공대학원 의료관리학과(경희대) / 경영대학원 의료경영MBA(경희대) / 교육대학원 보건교육전공(경희대), 호텔레스토랑경영학과(경사대)-호스피탈리티경영학과(경희대)-관광대학원(경희대), 외식조리경영학과(경사대)-외식경영학과(경희대) / 조리서비스경영학과(경희대)-관광대학원(경희대) 등이 그 대표적인 케이스다. 이에 경희사이버대학교에서 학사과정을 마치고 석사과정이나 박사과정에 진학하는 경우, 경희사이버대 교수의 추천 및 경희 동문 혜택을 받고 같은 재단의 경희대학교 대학원에 입학해 학업을 계속 이어가는 케이스가 많다.

## 개요
학교법인 경희학원이 2000년 11월 30일 교육인적자원부의 인가를 받아 2001년 3월 3일에 개교하였다. 교육목표는 대한민국의 건국정신인 홍익인간의 이념과 창학정신인 ‘문화세계의 창조’를 바탕으로 한 전인교육, 과학교육, 민주교육, 정서교육을 통해 21세기 지식 기반 사회에 필요한 인재를 양성하는 것이다. 교훈은 ‘학원의 민주화, 사상의 민주화, 생활의 민주화’로 인간을 하나의 인격체로 보고 그 인격체가 활동하고 사유하는데 있어 환경과 사상적인 제약을 배제하고 인간이 갖는 자연상태에서의 창의를 존중하고자 하는 의미이다. 이와 함께 ‘창의적인 노력, 진취적인 기상, 건설적인 협동’을 경희정신으로 표방한다.
2018년 과학기술정보통신부 최초 기관 표창을 수상하여 ICT 기술 교육의 우수성을 인정받았으며, 인류 사회 문제의식을 담은 경희대 연계 공동광고로 매일경제 대한민국 광고대상 대학부문 2년 연속 수상하여 대학의 사회적 책무 이행을 인정받았다. 그 밖에 2016~2018 한국산업의 브랜드 파워(K-BPI) 3년 연속 1위를 차지하였으며, 교육부 재정지원 특성화 사업 최종 선정, 대한민국 고객감동•국가경쟁력브랜드 온라인 교육 부문 대상으로 2018년 5관왕을 달성한 바 있다.
2019학년도부터 미래인간과학스쿨(재난방재과학, 공공안전관리), 한방건강관리, 소프트웨어디자인융합스쿨(AI사이버보안, ICT융합콘텐츠, 산업디자인), 문화매개행정, 도시계획부동산 등 다양한 영역에서 학과를 신설·개편해 3개 계열, 11개 학부·분야, 34개 학과(전공) 체계를 갖추었으며, 4차 산업혁명에 대비하는 심도 있는 이론과 실무의 융합 교육을 창조적으로 실행하고 있다.

## 개설학과·전공

### 학부
2019년부터 3개 계열, 11개 학부·분야, 34개 학과(전공) 체계를 갖출 예정이다.
미래과학계열
- 소프트웨어디자인융합스쿨

|  | - 컴퓨터정보통신공학전공 | - AI사이버보안전공 | - ICT융합콘텐츠전공 | - 산업디자인전공 | - 시각미디어디자인전공 |

- 미래인간과학스쿨

|  | - 재난방재과학전공 | - 공공안전관리전공 |

- 보건·한방분야

|  | - 보건의료관리학과 | - 한방건강관리학과 |

문화창조계열
- 인문·사회분야

|  | - 후마니타스학과 | - NGO사회혁신학과 | - 상담심리학과 |

- 사회복지학부

|  | - 사회복지전공 | - 노인복지전공 | - 아동·보육전공 |

- 예술·체육분야

|  | - 미디어문예창작학과 | - 스포츠경영학과 | - 실용음악학과 |

- 국제·언어·문화분야

|  | - 일본학과 | - 중국학과 | - 미국문화영어학과 | - 한국어문화학과 | - 한국어학과 |

- 문화커뮤니케이션학부

|  | - 미디어영상홍보전공 | - 문화예술경영전공 | - 문화매개행정전공 |

글로벌리더십계열
- 경영분야

|  | - 마케팅·지속경영리더십학과 | - 글로벌경영학과 | - 세무회계학과 |

- 금융부동산학부

|  | - 금융경제전공 | - 도시계획부동산 |

- 호텔·관광·외식분야

|  | - 호텔·레스토랑경영학과 | - 관광레저항공경영학과 | - 외식조리경영학과 |

- 교양학부

|  | - 호텔외식MBA | - 관광레저항공MBA |

|  | - 미디어문예창작 전공 | - 글로벌한국학 전공 | - 문화예술경영 전공 | - 미래 시민리더십·거버넌스 전공 |

## 같이 보기
- 학교법인 경희학원
- 경희대학교
- 경희고등학교
- 경희여자고등학교
- 경희중학교
- 경희여자중학교
- 경희초등학교
- 경희유치원